# Divéky Imre
Divéky Imre (18. század – 19. század) színész, fordító.
1807-ben Erdélyben a báró Wesselényi Miklós pártfogása alatt álló társaság perceptora. 1809-ben Pesten színész a Hacker-szállóban. Egy alkalommal szerepébe belesült, ekkor felhagyott a színészi pályával. Ezt követően a Pesti Magyar Teátrumi Társaság tagja, mint színházi gondviselő.
Két színművet fordított magyarra: Sonnleithner háromfelvonásos vígjátékát Két granateros címmel (ezt 1811. április 28-án mutatták be Pesten), valamint August von Kotzebue négyfelvonásos színjátékát Burgundi gróf címmel (ennek 1839. január 28-án volt a pesti bemutatója).